# Tetrodontium
Tetrodontium là một chi rêu trong họ Tetraphidaceae.